# Giovanni Soggiu
Giovanni Soggiu (Norbello, 1º aprile 1883 – Shichuang, 12 novembre 1930) è stato un missionario italiano, prefetto apostolico, martire e servo di Dio per la Chiesa cattolica.

## Biografia
Giovanni Soggiu nasce a Norbello nel 1883 e passa l'infanzia tra il paese natio e Ghilarza, paese materno. Primo di dodici figli si laurea in legge a soli 22 anni; a 25 anni decide di prendere i voti e nel 1908 entra nell'Ordine dei frati minori conventuali nel convento di San Francesco di Oristano . Nel 1912 viene ordinato sacerdote. Nel 1915 è al fronte durante la Prima guerra mondiale come cappellano ufficiale della Brigata Sassari fino al 1918.
Nel 1925 decide di partire dal convento di Oristano e andare in Cina nella missione di Hingan nello Shaanxi. Tre anni dopo, la missione diviene prefettura apostolica e Soggiu ne diviene prefetto apostolico. Nell'ottobre del 1930 organizza la sua ultima visita in tre tappe a Shichuang, dove arriva prima che la città venga posta sotto assedio da una banda di banditi. Qui la sua carovana verrà assalita dai banditi che dopo averli depredati di tutto, li torturano, li decapitano e li seppelliscono in un'unica fossa nella sabbia.